# Raymond Brucker
Raymond Brucker, cuyo nombre completo era Raymond Philippe Auguste Brucker (París, 5 de mayo de 1800-ibídem, 28 de febrero de 1875), fue un escritor francés.
Hombre de letras y ensayista, se convirtió al catolicismo en 1839. Ejerció también como profesor de Filosofía. Escribió bajo varios seudónimos (Paul Séverin, Aloysius Block, Champercier, Duvernay, Ch. Dupuy, Olibrius, Michel Raymond) y en colaboración con Michel Masson y Léon Gozlan.